# Всесоюзний кінофестиваль
Всесоюзний кінофестиваль — кінофестиваль, організований в 1958 р. Регулярно почав проводитися з 1964 р. (до 1972 р. — раз на два роки, у 1972-1988 рр. — щорічно). Час і місце проведення встановлювало Держкіно СРСР. Призи і премії присуджувалися у чотирьох розділах: художній фільм; документальний фільм, науково-популярний фільм і кіножурнал; а з 1977 р. з'явилися ще два розділи: художній фільм для дітей і юнацтва та мультиплікаційний фільм.

## Історія
Перший всесоюзний кінофестиваль відбувся в Москві в 1958 р., і був приурочений до 50-ліття радянської кіноіндустрії. Такі фестивалі проводилися ще двічі, в 1959 р. (Київ) і 1960 р. (Мінськ), після чого відбулася перерва до 1964 р. Серед лауреатів радянських кінофестивалів аж до початку 1970-х рр. перемагали здебільшого фільми, що заслуговували нагород. Були, зрозуміло, «особливі прикмети» часу — зокрема, спеціально придумана премія для історико-революційних картин (нагороджені «Залізний потік» в 1968 р., «Поштовий роман» в 1970 р.). З 1973 р. почалося збільшення кількості призів і, відповідно, призерів. Одних тільки головних призів було три, а з 1975 р. з'явився четвертий, головний над головними, — Великий приз.
Зміни регламенту були необхідні Держкіно для здійснення керівництва над роботою журі. У 1977 р. встановлено рекорд за кількістю нагороджених фільмів — 22. У розподілі призів враховувалися і статус режисера (чотири рази нагороджувалися Сергій Герасимов і Станіслав Ростоцький), і статус фільму (держзамовлення було «приречене» стати одним з переможців), і «репутація» автора (у конкурс жодного разу не потрапили фільми Андрія Тарковського, Кіри Муратової, Отара Іоселіані). Серед нагороджених неодмінно були представники національних кінематографій — таким чином виправдовувалося звання «всесоюзного» фестивалю. Цим багато в чому пояснюється і географія кінофестивалю — в Москві відбувся тільки перший кіноогляд, надалі місцем його проведення вибирали або Ленінград (традиційно «другу» столицю), або одну із столиць союзних республік.

## Місця проведення кінофестивалів
1. 1958 — Москва
2. 1959 — Київ
3. 1960 — Мінськ
4. 1964 — Ленінград
5. 1966 — Київ
6. 1968 — Ленінград
7. 1970 — Мінськ
8. 1972 — Тбілісі
9. 1973 — Алма-Ата
10. 1974 — Баку
11. 1975 — Кишинів
12. 1976 — Фрунзе
13. 1977 — Рига
14. 1978 — Єреван
15. 1979 — Ашхабад
16. 1980 — Душанбе
17. 1981 — Вільнюс
18. 1982 — Таллінн
19. 1983 — Ленінград
20. 1984 — Київ
21. 1985 — Мінськ
22. 1986 — Алма-Ата
23. 1987 — Тбілісі
24. 1988 — Баку

## Фільми та нагороди

### 1958
- У деякому царстві (Іван Іванов-Вано) — Перша премія у розділі мультиплікаційних фільмів
- У владі золота (Євген Нікульський) — Друга премія звукооператору.
- Висота (Зархі Олександр Григорович) — Особливий приз
- Двоє з одного кварталу (Маргарита Піліхина) — Заохочувальний диплом за операторську роботу
- Дівчинка в джунглях (Михайло Цехановський) — Заохочувальний диплом колективу
- Дім, в якому я живу (Яків Сегель) — Особливий приз
- Дім, в якому я живу (Лев Куліджанов) — Особливий приз
- Дон Кіхот (Аполлінарій Дудко) — Друга премія за операторську роботу
- Дон Кіхот (Андрій Москвін) — Перша премія за операторську роботу
- Дон Кіхот (Григорій Козінцев) — Третя премія у розділі художніх фільмів
- Дон Кіхот (Григорій Козінцев) — Друга премія за режисуру
- Карнавальна ніч (Ігор Ільїнський) — Премія актору
- Карнавальна ніч (Віктор Зорін) — Премія звукооператорові
- Карнавальна ніч (Ельдар Рязанов) — Друга премія у розділі художніх фільмів
- Мальва (Михайло Юферов) — Друга премія
- Мільйон в мішку (Дмитро Бабіченко) — Друга премія у розділі мультиплікаційних фільмів
- Ми тут живемо (Шакен Айманов) — Третя премія
- Привіт друзям! (Дмитро Бабиченко) — Друга премія у розділі мультиплікаційних фільмів
- Весілля сойок (Аркадій Хинтібідзе) — Третя премія у розділі мультиплікації
- Сім'я Ульянових (Софія Гіацинтова) — Перша премія
- Серце співає (Рачия Нерсесян) — Диплом
- Солдати (Олександр Іванов) — Третя премія
- Старий Хотабич (Геннадій Казанський) — Диплом постановочному колективу
- Син рибалки (Маріс Рудзітіс) — Заохочувальний Диплом
- Тихий Дон (Петро Глєбов) — Премія актору
- Тихий Дон (Сергій Герасимов) — Премія за найкращу режисуру
- Тихий Дон (Сергій Герасимов) — Перша премія фільму
- Тихий Дон (Володимир Рапопорт) — Третя премія за операторську роботу
- Ходіння по муках. Ф. 1-й: Сестри (Руфіна Ніфонтова) — За найкращу жіночу роль
- Чарівниця (Олександр Іванов) — Перша премія в розділі анімаційних фільмів

### 1959
- Андрійко (Микола Лебедєв) — Головний приз по розділу дитячих фільмів
- Отаман Кодр (Вадим Дербеньов) — Перша премія за найкращу операторську роботу
- Отаман Кодр (Давид Федов) — Друга премія за музику до фільму
- Білі ночі (Іван Пир'єв) — Диплом
- Справа була у Пенькові (Станіслав Ростоцький) — Третя премія
- Добровольці (Юрій Єгоров) — Третя премія
- Люба моя людина (Йосип Хейфіц) — Друга премія за режисерську роботу
- Ідіот (Іван Пир'єв) — Друга премія
- Комуніст (Євген Урбанський) — Перша премія за виконання чоловічої ролі
- Комуніст (Юлій Райзман) — Перша премія за найкращу режисерську роботу
- Комуніст (Юлій Райзман) — Перша премія у розділі художніх фільмів
- Кочубей (Юрій Левітін) — Перша премія
- Наш любий лікар (Шакен Айманов) — Заохочувальний диплом
- Петя і Червона Шапочка (Борис Степанцев) — Друга премія в розділі мультфільмів
- Поема про море (Олександр Довженко) — Перша премія авторові сценарію (посмертно)
- Поема про море (Борис Андрєєв) — Перша премія за виконання чоловічої ролі
- Поема про море (Юлія Солнцева) — Особливий Почесний диплом
- Пригоди Самодєлкіна (Вахтанг Бахтадзе)
- Розповіді про Леніна (Сергій Юткевич) — Диплом
- Розповіді про Леніна (Максим Штраух) — Почесний диплом
- Ходіння по муках. Ф. 1-й: Сестри (Дмитро Кабалевський) — Приз за найкращу музику
- Ходіння по муках Ф. 2-й: Вісімнадцятий рік (Дмитро Кабалевський) — Приз за найкращу музику
- Ходіння по муках Ф. 3-й: Похмурий ранок (Дмитро Кабалевський) — Приз за найкращу музику

### 1960
- Балада про солдата (Григорій Чухрай) — Перша премія, Премія кінокритики, Перша премія за режисуру
- Дівчинка шукає батька (Лев Голуб) — Перша премія у розділі дитячих фільмів
- День останній, день перший (Серго Закаріадзе) — Перша премія
- Спрага (Євген Ташков) — Третя премія фільму
- Спрага (Петро Тодоровський) — Друга премія за роботу оператора
- Киянка (Борис Чирков) — Перша премія акторові
- Киянка (Тимофій Левчук) — Заохочувальний диплом
- Травневі зірки (Станіслав Ростоцький) — Друга премія
- Непіддатливі (Юрій Бєлов)-Друга премія
- Непіддатливі (Юрій Чулюкін) — Перша премія в категорії кінокомедій
- Непіддатливі (Надія Румянцева) — Друга премія
- Батьківський дім (Віра Кузнєцова) — Диплом
- Батьківський дім (Лев Куліджанов) — Друга премія
- Останній дюйм (Теодор Вульфович) — Друга премія за режисуру
- Останній дюйм (Микита Куріхін) — Друга премія у розділі дитячих фільмів
- Останній дюйм (Микола Крюков) — Друга премія
- Пригоди Буратіно (Іван Іванов-вано) — Перша премія у розділі мультиплікаційних фільмів
- Пригоди Буратіно (Дмитро Бабіченко) — Перша премія у розділі мультиплікаційних фільмів
- Скоро буде дощ (Володимир Полковников) — Друга премія
- Ходіння по муках Ф. 2-й: Вісімнадцятий рік (Руфіна Ніфонтова) — За найкращу жіночу роль
- Електронний консиліум (Євген Загданський) — Перша премія

### 1964
- Білий караван (Ельдар Шенгелая) — Спеціальний приз «За поетичне оповідання про людину праці»
- Білий караван (Тамаз Меліава) — Спеціальний приз «За поетичне оповідання про людину праці»
- Усе залишається людям (Микола Черкасов) — Премія за найкращого виконання чоловічої ролі
- Гамлет (Григорій Козінцев) — Спеціальна премія журі «За видатне втілення на екрані трагедії Шекспіра»
- Гамлет (Симон Вірсаладзе) — Диплом Союзу художників СРСР
- Гамлет (Євген Еней) — Диплом Союзу художників СРСР
- Гамлет (Інокентій Смоктуновський) — Диплом СК СРСР
- Гамлет (Дмитро Шостакович) — Спеціальна премія за найкращу музику
- Живе такий хлопець (Василь Шукшин) — Приз «За життєрадісність, ліризм і оригінальне рішення» по розділу художніх фільмів
- Живі і мертві (Олександр Столпер) — Головний приз у розділі художніх фільмів, приз Міністерства Оборони СРСР
- Спека («Зной») (Лариса Шепітько) — Премія за режисуру
- Історія одного злочину (Федір Хитрук) — Перша премія в розділі мультиплікаційних фільмів
- Москва — Генуя (Володимир Корш-Саблін) — Друга премія за історико-революційний фільм
- Приходьте завтра... (Катерина Савінова) — Премія
- Найповільніший поїзд (Валерій Усков) — Диплом журналу «Радянський екран» «За талановитий і багатообіцяючий дебют в кіномистецтві»
- Найповільніший поїзд (Володимир Краснопольський) — Диплом журналу «Радянський екран» «За талановитий і багатообіцяючий дебют в кіномистецтві»
- Тиша (Володимир Басов) — Головний приз у розділу художніх фільмів
- Кроки в ночі (Іонас Гріцюс) — Диплом за найкраще образотворче рішення
- Я простую Москвою (Вадим Юсов) — Приз
- Я простую Москвою (Георгій Данелія) — Диплом ЦК ВЛКСМ

### 1966
- Вірність (фільм, 1965) (Петро Тодоровський) — Приз за розробку сучасної теми
- Вірність (фільм, 1965) (Володимир Курганний) — Премія звукооператорові
- Гадюка (Нінель Мишкова) — Почесний диплом
- Донська повість (Євген Леонов) — Друга премія за чоловічу роль
- Зірка Улугбека (Шукур Бурханов) — Диплом
- Канікули Боніфация (Федір Хитрук) — Перша премія в розділі мультиплікаційних фільмів
- Ленін в Польщі (Сергій Юткевич) — Перша премія у розділі історико-революційних фільмів
- Манасчі (Болотбек Шамшиєв) — Друга премія у розділі науково-популярних фільмів
- Морозко (Олександр Роу) — Приз за найкращий фільм у розділі дитячих фільмів
- Ніхто не хотів умирати (Донатас Баніоніс) — Перший приз акторові
- Звичайний фашизм (Михайло Ромм) — Спеціальний приз журі режисерові у розділі хронікально-документальних фільмів
- Перший вчитель (Андрій Кончаловський) — Приз журналу «Радянський екран» за «Революційність змісту і майстерність форми»
- Останній місяць осені (Вадим Дербенєв) — Премія за режисуру
- Останній місяць осені (Едуард Лазарєв) — Приз
- Останній місяць осені (Вадим Дербенєв) — Приз «За розробку сучасної теми»
- Голова (фільм, 1965) (Олексій Салтиков) — Друга премія творчому колективу фільму у розділі фільмів, що відображають життя і працю радянської людини
- Робоче селище (Генріх Маранджян) — Приз за найкращу операторську роботу
- Серце матері (Олена Фадєєва) — Перша премія за виконання жіночої ролі
- Тіні забутих предків (Сергій Параджанов) — Спеціальний приз журі
- Хевсурська балада (Софіко Чіаурелі)
- Шайбу! Шайбу! (Борис Дьожкін) — Друга премія в категорії мультиплікаційних фільмів

### 1968
- Варєжка (Роман Качанов) — Перша премія
- Дмитро Шостакович (Альберт Гендельштейн) — Головний приз
- Земля батьків (Елеубай Умурзаков) — Друга премія за виконання чоловічої ролі
- Бунтівна застава (Борис Чирков) — Приз за виконання головної ролі
- Бунтівна застава (Олег Куховаренко) — Диплом за операторську роботу
- Небо нашого дитинства (Толомуш Окєєв) — Спеціальна премія журі за найкращий режисерський дебют, Почесний диплом журналу «Мистецтво кіно»
- Микола Бауман (Фільм) (Юхим Копелян) — Друга премія за найкращу чоловічу роль
- Пароль не потрібний (Микола Губенко) — Премія за найкращу чоловічу роль
- Пісенька в лісі (Алла Грачова) — Друга премія
- Чому у ластівки хвостик ріжками (Амен Хайдаров) — Приз
- Республіка ШКІД (Геннадій Полока) — Друга премія за найкращий фільм для дітей і юнацтва
- Весілля у Малинівці (Михайло Водяной) — Премія за комедійний акторський ансамбль
- Весілля у Малинівці (Володимир Самойлов) — Премія за найкращу чоловічу роль
- Весілля у Малинівці (Михайло Пуговкін) — Премія за комедійний акторський ансамбль
- Весілля у Малинівці (Зоя Федорова) — Премія за комедійний акторський ансамбль
- Казка про царя Салтана (Гаврило Попов) — Диплом за найкраще музичне оформлення
- Твій сучасник (Юлій Райзман) — Премія за найкращу режисерську роботу
- Твій сучасник (Микола Плотніков) — Премія за найкращу чоловічу роль
- Твій сучасник (Георгій Турильов) — Премія за найкраще художнє оздоблення
- Тінь єфрейтора (Олександр Медведкін) — Диплом у розділі хронікально-документальних фільмів
- Трикутник (Генріх Малян) — Друга премія
- Утамовування спраги (Петро Алейников) — Спеціальна премія за виконання чоловічої ролі (посмертно)
- Утамовування спраги (Ходжакулі Нарлієв) — Диплом за операторську роботу
- Чабан (фільм, 1966) (Болотбек Шамшиев) — Перший приз у розділі хронікально-документальних фільмів
- Я вас любив (Ілля Фрез) — Перша премія за найкращий фільм для дітей і юнацтва